# Girotondo, giro intorno al mondo
Girotondo, giro intorno al mondo è un film del 1998, diretto da Davide Manuli.

## Trama
Il protagonista è Angelo, un ragazzo cresciuto con una donna nomade e il suo migliore amico tossicodipendente. Un giorno l'amico muore per overdose e Angelo sprofonda nello sconforto da cui uscirà solo grazie all'aiuto della prostituta Serena.